# Krigsåret 1919

## Pågående krig
- Estniska frihetskriget (1918-1920)

- Grek-turkiska kriget (1919-1922)
  - Grekland på ena sidan
  - Osmanska riket på andra sidan

- Irländska frihetskriget (1919-1921)

- Polsk-sovjetiska kriget (1919-1921)[1]
  - Ryssland och Ukrainska SSR på ena sidan
  - Polen och Folkrepubliken Ukraina på andra sidan

- Ryska inbördeskriget (1917-1922)[2]

- Tredje brittisk-afghanska kriget 1919[3]
  - Storbritannien på ena sidan
  - Afghanistan på andra sidan

## Händelser

### Februari
- 9 - Polska trupper under ledning av Józef Piłsudski påbörjar sin framryckning österut.
- 14 - Piłsudski intar Vilna.

### Juni

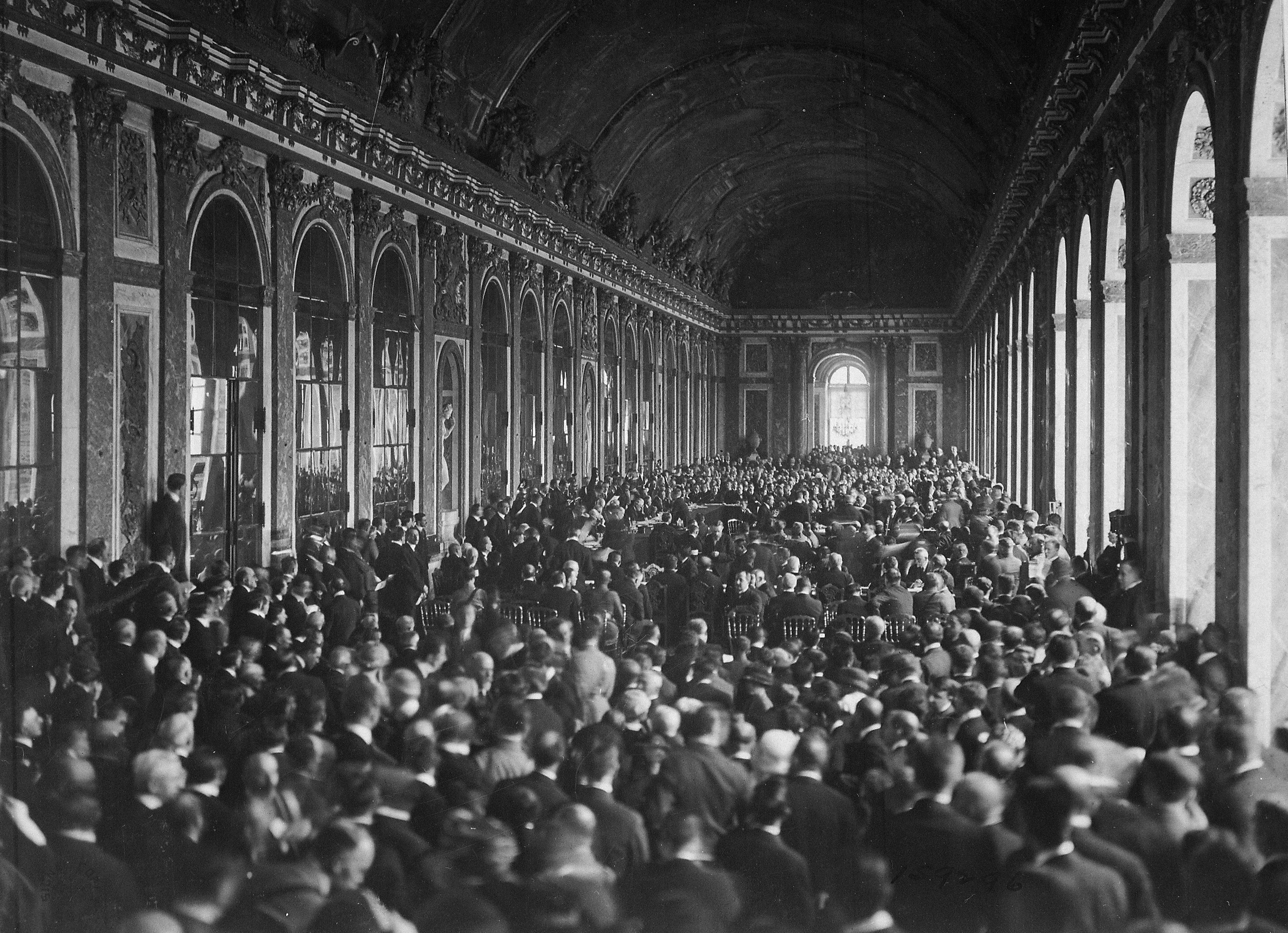
Versaillesfreden.

- 28 - Tyskland skriver under Versaillesfreden, som bland annat innebär att Tyskland fråntas stora landområden och mister alla sina utomeuropeiska besittningar.

### September
- 10 - Österrike skriver under Freden i Saint-Germain.

### Fotnoter
1. ↑  ”WHKMLA”. http://www.zum.de/whkmla/military/betwwars/russopol19191921.html. Läst 30 juni 2011.
2. ↑  ”World Statesmen”. http://www.worldstatesmen.org/WARS.html. Läst 28 juni 2011.
3. ↑  ”WHKMLA”. http://www.zum.de/whkmla/military/betwwars/afghanwar3.html. Läst 30 juni 2011.